# رود آگانوگاوا
رود آگانوگاوا (به ژاپنی: 阿賀野川 - گاوا) رودی است که از استان فوکوشیما به سمت استان نیگاتا در ژاپن جاری می‌شود. این رود را رودخانهٔ آگا یا در فوکوشیما، رودخانهٔ اوکاوا نیز می‌نامند. ۲۱۰ کیلومتر طول دارد و حوضهٔ آن ۷٬۷۱۰ کیلومترمربع است.
سرچشمهٔ این رودخانه کوه آراکای در حاشیهٔ فوکوشیما و توچیگی است؛ به سمت شمال جاری می‌شود در ادامه به رود نیپاشی از دریاچهٔ ایناواشیرو و رود تادامی از منطقهٔ آلزو می‌رسد، و در نهایت به سمت غرب می‌پیچد و به آب‌های دریای ژاپن سرازیر می‌شود. دهانهٔ این رود، بزرگ‌ترین دهانه در میان تمام رودهای ژاپن است.
در سال ۱۹۶۴ یک کارخانهٔ مواد شیمیایی در روستای کانوز در استان نیگاتا مقدار زیادی متیل مرکوری (فرمول شیمیایی [CH3Hg]+) را در آب این رودخانه ریخت و باعث به وجود آمدن یک فاجعهٔ زیست‌محیطی در منطقه شد.